# Machairophyllum brevifolium
Machairophyllum brevifolium är en isörtsväxtart som beskrevs av L. Bol. Machairophyllum brevifolium ingår i släktet Machairophyllum och familjen isörtsväxter. Inga underarter finns listade i Catalogue of Life.

## Bildgalleri

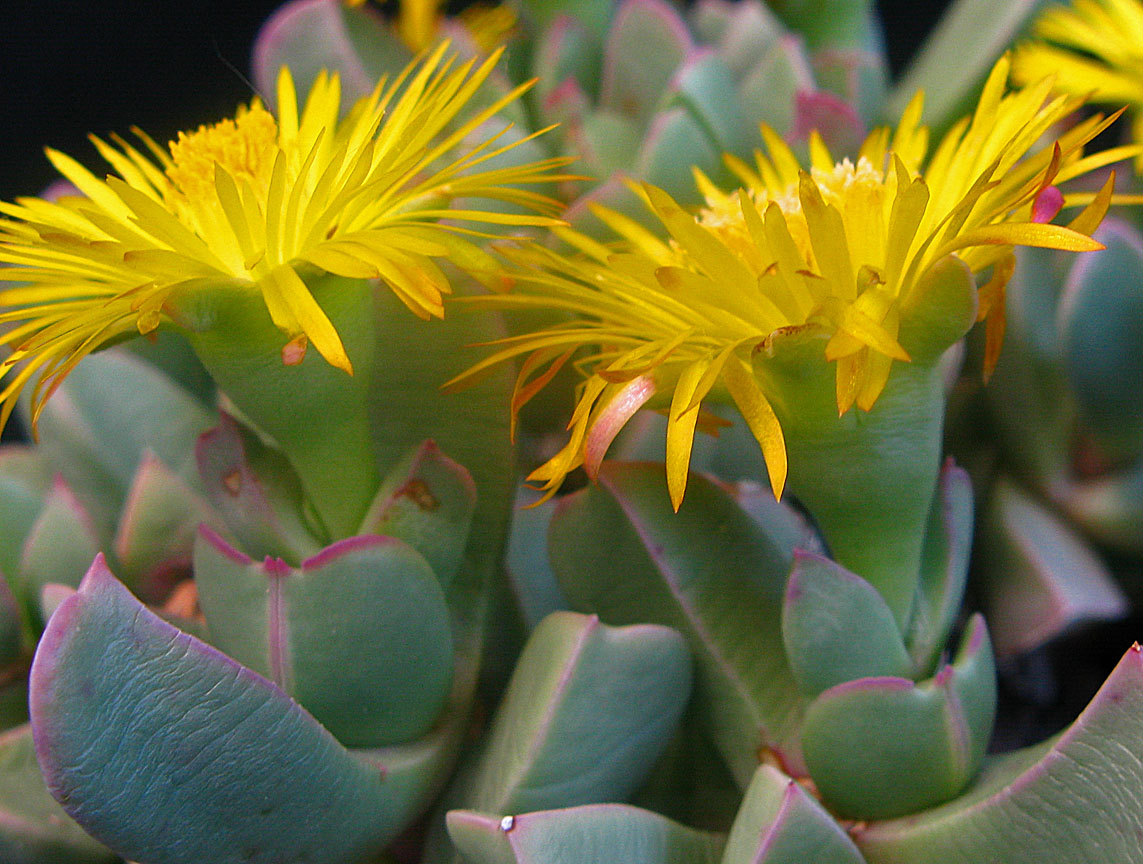